# Clypeaster subdepressus
Clypeaster subdepressus är en sjöborreart som först beskrevs av Gray 1825.  Clypeaster subdepressus ingår i släktet Clypeaster och familjen Clypeasteridae. Inga underarter finns listade i Catalogue of Life.

## Bildgalleri

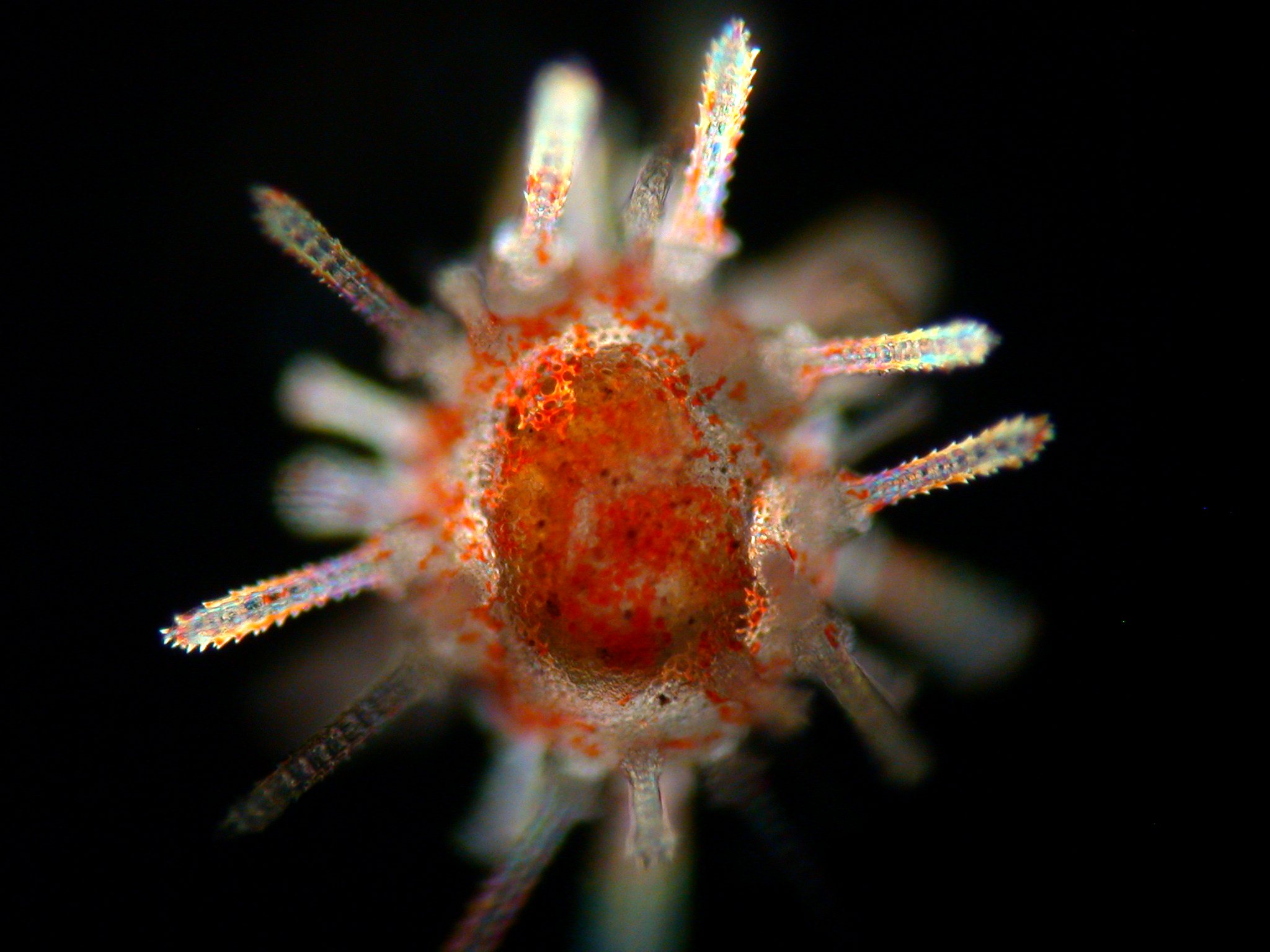
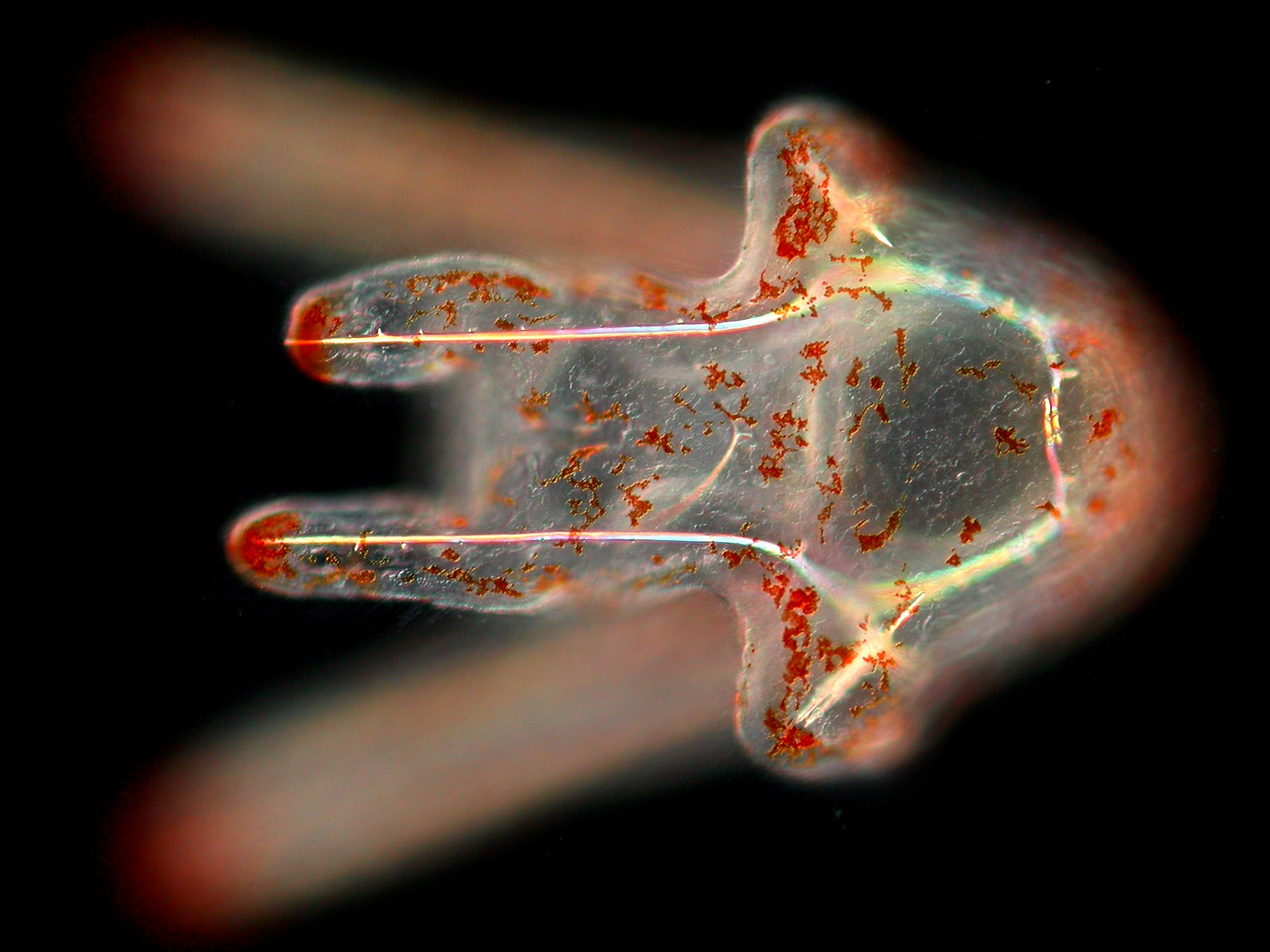